# Fascia bucofaríngea
La fascia bucofaringea es la responsable de recubrir la cara interna del músculo buccinador, avanzando de forma dorsal hasta llegar a la cara faríngea del músculo constrictor superior de la faringe.
Se adjunta a la capa prevertebral solo por el tejido conectivo laxo, y por lo tanto un espacio de fácil distensión, el espacio retrofaríngeo, es hallado entre estos dos. 
Esta se halla paralela a la vaina carotídea, y a lo largo de la cara medial de la hoja prevertebral.